# Hans Litten
Hans Achim Litten (Halle, 19 de junho de 1903 – Campo de concentração de Dachau, 5 de fevereiro de 1938) foi um advogado judeu-alemão que se notabilizou por haver combatido a ascensão do Partido Nacional-Socialista dos Trabalhadores Alemães durante um julgamento em 1931 em que, arrolando Adolf Hitler como testemunha, conseguiu desmascarar o líder do partido nazi em suas reais intenções violentas e anti-democráticas, vindo a se tornar uma das pessoas mais odiadas por ele.
Por sua atuação no julgamento, Hitler passou a tê-lo como alvo preferencial e, tão logo assumiu o poder, Litten foi dos primeiros a ser preso, sendo enviado a vários campos de concentração onde era particularmente seviciado por haver incomodado o ditador alemão até que, aos trinta e quatro anos de idade, não suportando as torturas, cometeu suicídio.
Após sua morte seu nome ficou praticamente esquecido até que, em 2011, a BBC exibiu o filme "The Man Who Crossed Hitler", fazendo com que fosse resgatada sua história.